# Alue Ie Itam (Indra Makmur)
Alue Ie Itam is een bestuurslaag in het regentschap Aceh Timur van de provincie Atjeh, Indonesië. Alue Ie Itam telt 683 inwoners (volkstelling 2010).